# Rypounovití
Rypounovití (Mormyridae) jsou čeleď ryb, náležející do řádu ostnojazyční. Rypounovití mají původ v Africe, kde obývají teplé sladké vody. Rypounovití mají vyvinuté elektrické orgány, a jsou tak schopností generovat slabé elektrické pole, které umožňuje rybám vnímat okolní prostředí v kalných vodách.
Nejmenší zástupci čeledi jsou jen 5 cm velcí, mezi největší druhy naopak patří rypoun úhořovitý, který dorůstá velikosti až 1,5 metru. Rypounovití jsou oblíbené ryby v akvaristice, ačkoli patří mezi chovatelsky náročnější.

## Rody
(dle BioLib.cz)
- Boulengeromyrus Taverne & Géry, 1968 - rypoun
- Brevimyrus Taverne, 1971 – rypoun
- Brienomyrus Taverne, 1971 – rypoun
- Campylomormyrus Bleeker, 1874 – rypoun
- Cyphomyrus Pappenheim, 1906 – rypoun
- Genyomyrus Boulenger, 1898 – rypoun
- Gnathonemus Gill, 1863 – rypoun
- Heteromormyrus Steindachner, 1866 – rypoun
- Hippopotamyrus Pappenheim, 1906 – rypoun
- Hyperopisus Gill, 1862 – rypoun
- Isichthys Gill, 1863 – rypoun
- Ivindomyrus Taverne & Géry, 1975 – rypoun
- Marcusenius Gill, 1862 – rypoun
- Mormyrops J. P. Müller, 1843 – rypoun
- Mormyrus Linnaeus, 1758 – rypoun
- Myomyrus Boulenger, 1898 – rypoun
- Oxymormyrus Bleeker, 1874 – rypoun
- Paramormyrops Taverne, Thys van den Audenaerde & Heymer, 1977 – rypoun
- Petrocephalus Marcusen, 1854 – rypoun
- Pollimyrus Taverne, 1971 – rypoun
- Stomatorhinus Boulenger, 1898 – rypoun